# Il Leggio
Il Leggìo è una celebre parodia epica di Nicolas Boileau, con sottotitolo “poema eroicomico".
Mentre i primi quattro canti furono composti prima dell'Arte poetica, in quanto pubblicati fra il 1672 e il 1674, gli ultimi due furono aggiunti nel 1683. All'iniziale sottotitolo di “poema eroico” (epopea), Boileau preferì poi, nel 1698, quello di “poema eroicomico” su consiglio dei suoi amici.
La sua elaborazione sembra esser stata frutto di una scommessa: Boileau avrebbe cercato infatti di dimostrare che era possibile realizzare un poema epico su qualsiasi argomento, per quanto banale (nella fattispecie, la disputa tra un tesoriere e un cantore del capitolo). Il carattere parodico dell'opera è da intendersi in un senso affatto diverso rispetto, ad esempio, al Virgilio travestito. A differenza di Paul Scarron, Boileau non cerca infatti di deviare da un argomento serio, bensì di scrivere un'opera seria su un argomento insignificante. Per quanto sovverta alcuni canoni epici, dando al suo poema un mobile come titolo, parodiando il famoso cano dell' Eneide di Virgilio, o ancora presentando personaggi privi di nobiltà e allegorie alquanto originali, come la Mollezza, Boileau non scade mai nel grottesco di stampo barocco. Il Leggio è anche uno scritto critico: Boileau non cela il desiderio di irridere alcune opere di successo del suo tempo che egli non apprezza, come il Ciro e la Clélie di Madeleine de Scudéry, e di attaccare "l'abuso dell'allegoria, della mitologia" o "il gusto del secolo per l'enfasi e il tono ampolloso”.
Il poema presenta 1228 versi alessandrini.